# Caradrina fergana
Caradrina fergana là một loài bướm đêm trong họ Noctuidae.